# Le Matin (Haiti)

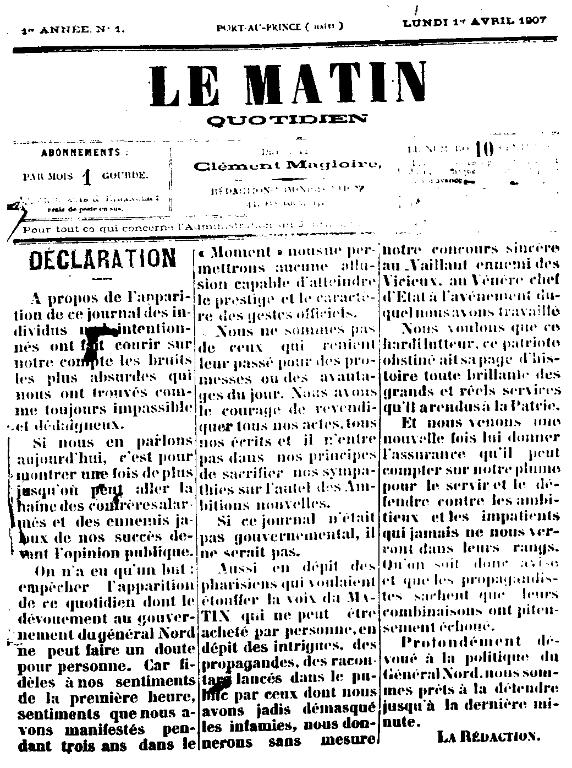
Le Matin, Titelseite der ersten Ausgabe, 1. April 1907

Le Matin ist eine in Haiti erscheinende, im Jahr 1907 gegründete Tageszeitung, die seit dem Erdbeben in Haiti von 2010 nur noch wöchentlich erscheint.

## Geschichte
Le Matin wurde am 1. April 1907 in Port-au-Prince von Clément Magloire gegründet. Sie wurde täglich in Haiti und in der Dominikanischen Republik, wo sie gedruckt wird, verkauft. 
Die Zeitung galt in ihren frühen Jahren als konservativ ausgerichtet. Im Jahr 1915 spielte die Zeitung eine Rolle im journalistisch geführten Widerstand gegen die Besatzung von Haiti durch die Vereinigten Staaten. Bevor der Journalist Elie Guérin seine Zeitung Haïti-Intégrale als anti-amerikanisches Blatt gründete, erläuterte er das Vorhaben in einem Brief, der in Le Matin veröffentlicht wurde.
Im Jahr 1990 lag die Auflage der Zeitung bei 6000 gedruckten Exemplaren.
Das Erscheinen von Le Matin wurde im Jahr 2002 angesichts bürgerkriegsähnlicher Zustände im Land eingestellt. 
Anfang April 2004 übernahm der bekannte haitianische Geschäftsmann Reginald Boulos mit der Firma „Le Noveau Matin“ die Herausgeberschaft von Le Matin und brachte die Zeitung wieder auf den Markt. Boulos verpflichtete sich in einer Vereinbarung mit dem Herausgeber der einzigen anderen Tageszeitung Haitis, Le Nouvelliste, vom Wettbewerber keine Journalisten abzuwerben.
Die letzte abrufbare Ausgabe im Internet ist die Titelseite vom 15. Januar 2010. Nach dem Erdbeben vom 12. Januar 2010 wurde die Website nicht mehr gepflegt. Die gedruckte Ausgabe erscheint von diesem Zeitpunkt an nur noch als Wochenzeitschrift.
Le Matin ist auf Facebook vertreten und hat dort zuletzt am 29. August 2018 gepostet.

## Redaktion und Rubriken
Der zeitgenössische haitianische Schriftsteller und Journalist Gary Victor gehört ebenso wie der Schriftsteller und Journalist Pierre-Paul Ancion der Redaktion an. Seit 2009 ist der bekannte Journalist Daly Valet Direktor der Zeitung.
Rubriken sind:
- Leitartikel
- Aufmacher
- Nachrichten
- Wirtschaft
- Gesellschaft
- Welt
- Kultur
- Sport
- „Agora“ (Forum und Nachrichten)
- Créole (Rubrik in haitianischem Kreolisch)